# Trox eversmanni
Trox eversmanni es una especie de escarabajo del género Trox, familia Trogidae. Fue descrita científicamente por Krynicky en 1832.
Se distribuye por la región del paleártico. Habita en Azerbaiyán, Armenia, Austria, Bulgaria, Croacia, República Checa, Alemania, Hungría, Moldavia, Polonia, Rumania, Eslovaquia, Turkmenistán, Ucrania, Irán, Kirguistán, Kazajistán, Uzbekistán, Siberia, Rusia y China.